# Чаттануга (Оклахома)
Чаттануга (англ. Chattanooga) — місто (англ. town) в США, в округах Команчі і Тіллман штату Оклахома. Населення — 400 осіб (2020).

## Географія
Чаттануга розташована за координатами 34°25′27″ пн. ш. 98°39′15″ зх. д. / 34.42417° пн. ш. 98.65417° зх. д. (34.424247, -98.654089).  За даними Бюро перепису населення США в 2010 році місто мало площу 1,47 км², уся площа — суходіл.

### Клімат
| Клімат : Чаттануга                 | Клімат : Чаттануга | Клімат : Чаттануга | Клімат : Чаттануга | Клімат : Чаттануга | Клімат : Чаттануга | Клімат : Чаттануга | Клімат : Чаттануга | Клімат : Чаттануга | Клімат : Чаттануга | Клімат : Чаттануга | Клімат : Чаттануга | Клімат : Чаттануга | Клімат : Чаттануга |
| Показник                           | Січ.               | Лют.               | Бер.               | Квіт.              | Трав.              | Черв.              | Лип.               | Серп.              | Вер.               | Жовт.              | Лист.              | Груд.              | Рік                |
| Середній максимум, °C              | 10,3               | 13,8               | 18,3               | 23,4               | 28,5               | 33,8               | 37,0               | 36,3               | 31,5               | 25,4               | 17,3               | 11,6               | 23,9               |
| Середній мінімум, °C               | −4,6               | −2,2               | 2,1                | 7,4                | 13,4               | 18,8               | 20,8               | 20,3               | 16,2               | 9,9                | 2,2                | −2,9               | 8,4                |
| Норма опадів, мм                   | 27                 | 38                 | 63                 | 68                 | 123                | 102                | 56                 | 65                 | 83                 | 79                 | 45                 | 41                 | 790                |
| Днів з опадами                     | 3,2                | 3,7                | 4,8                | 4,8                | 6,8                | 5,8                | 3,9                | 4,7                | 5,3                | 4,8                | 3,7                | 3,6                | 55,1               |
| Днів зі снігом                     | 0,5                | 0,4                | 0,1                | 0                  | 0                  | 0                  | 0                  | 0                  | 0                  | 0                  | 0,3                | 0,3                | 1,6                |
| ---------------------------------- | ------------------ | ------------------ | ------------------ | ------------------ | ------------------ | ------------------ | ------------------ | ------------------ | ------------------ | ------------------ | ------------------ | ------------------ | ------------------ |
| Джерело: NOAA (normals, 1971−2000) |                    |                    |                    |                    |                    |                    |                    |                    |                    |                    |                    |                    |                    |

## Демографія
Згідно з переписом 2010 року, у місті мешкала 461 особа в 179 домогосподарствах у складі 128 родин. Густота населення становила 313 особи/км².  Було 206 помешкань (140/км²).
Расовий склад населення:
| - 86,3 % — білих - 7,8 % — корінних американців - 1,1 % — азіатів - 0,2 % — чорних або афроамериканців - 1,1 % — осіб інших рас |

До двох чи більше рас належало 3,5 %. Частка іспаномовних становила 5,0 % від усіх жителів.
За віковим діапазоном населення розподілялося таким чином: 26,5 % — особи молодші 18 років, 60,9 % — особи у віці 18—64 років, 12,6 % — особи у віці 65 років та старші. Медіана віку мешканця становила 38,3 року. На 100 осіб жіночої статі у місті припадало 95,3 чоловіків;  на 100 жінок у віці від 18 років та старших — 98,2 чоловіків також старших 18 років.
Середній дохід на одне домашнє господарство  становив 50 611 долар США (медіана — 41 161), а середній дохід на одну сім'ю — 57 902 долари (медіана — 46 250). За межею бідності перебувало 22,5 % осіб, у тому числі 25,6 % дітей у віці до 18 років та 21,2 % осіб у віці 65 років та старших.
Цивільне працевлаштоване населення становило 176 осіб. Основні галузі зайнятості: освіта, охорона здоров'я та соціальна допомога — 23,3 %, транспорт — 14,8 %, роздрібна торгівля — 14,8 %.